# Campeonato Argentino 1921
El Campeonato Argentino 1921  constituyó la segunda edición de dicha competición oficial organizada por la Asociación Amateur de Football. Contó con la participación de 6 equipos, todos seleccionados representantes de ligas y/o provincias del país. Se disputó entre los días 8 y 10 de octubre en el Estadio de Gimnasia y Esgrima. 
Consagró campeón por segunda vez a la anfitriona Asociación Amateurs de Football, al imponerse en la final por 2 a 0 ante la Asociación Amateurs Rosarina de Football.

## Sistema de disputa
De los 6 participantes, 4 iniciaron desde Primera fase. Mientras que los equipos de la Asociación Amateur y la Asociación Rosarina iniciaron desde semifinales. El torneo se desarrolló plenamente bajo un formato de eliminación directa, donde cada equipo enfrentaba a su rival de turno a partido único.

## Equipos participantes
En cursiva los equipos debutantes.
| Equipo                                   | Jurisdicción                       |
| ---------------------------------------- | ---------------------------------- |
| Asociación Amateurs de Football          | Área Metropolitana de Buenos Aires |
| Asociación Amateurs Rosarina de Football | Rosario                            |
| Federación Tucumana de Football          | Tucumán                            |
| Liga Correntina de Football              | Corrientes                         |
| Liga Cultural de Football                | Santiago del Estero                |
| Liga Mendocina de Football               | Mendoza                            |

## Primera fase
| 8 de octubre | Santiago del Estero            | 6:1 | Corrientes | Estadio de Gimnasia y Esgrima, Buenos Aires |  |
|              | Díaz · Luna · Jerez · Bertucci |     | Blanco     |                                             |  |

| 8 de octubre | Tucumán         | 3:0 | Mendoza | Estadio de Gimnasia y Esgrima, Buenos Aires |  |
|              | Rueda · Germano |     |         |                                             |  |

### Quinto puesto
| 12 de octubre | Mendoza | 1:1 | Corrientes | Estadio de Gimnasia y Esgrima, Buenos Aires |  |
|               | Castro  |     | Vidal      |                                             |  |

## Fase final
|  | Semifinales         | Semifinales |         |              | Final | Final |  |
|  |                     |             |         |              |       |       |  |
|  |                     |             |         |              |       |       |  |
|  | Buenos Aires        | 5           |         |              |       |       |  |
|  | Buenos Aires        | 5           |         |              |       |       |  |
|  | Tucumán             | 0           |         |              |       |       |  |
|  | Tucumán             | 0           |         | Buenos Aires | 2     |       |  |
|  |                     |             |         | Buenos Aires | 2     |       |  |
|  |                     |             | Rosario | 0            |       |       |  |
|  | Rosario             | 7           | Rosario | 0            |       |       |  |
|  | Rosario             | 7           |         |              |       |       |  |
|  | Santiago del Estero | 2           |         |              |       |       |  |
|  | Santiago del Estero | 2           |         |              |       |       |  |
|  |                     |             |         |              |       |       |  |

### Semifinales
| 9 de octubre | Buenos Aires                          | 5:0 | Tucumán | Estadio de Gimnasia y Esgrima, Buenos Aires |  |
|              | Lucco · Cernich · Perinetti · Simmons |     |         |                                             |  |

| 9 de octubre | Rosario                        | 7:2 | Santiago del Estero | Estadio de Gimnasia y Esgrima, Buenos Aires |  |
|              | Francia · Valiente · de Miguel |     | Bertucci · López    |                                             |  |

### Final
| 12 de octubre | Buenos Aires         | 2:0 | Rosario | Estadio de Gimnasia y Esgrima, Buenos Aires |  |
|               | Carreras · Lucarelli |     |         |                                             |  |

|                                 |
|                                 |
| Campeón Buenos Aires 2.º título |

## Estadísticas
| Pos. | Equipo              | Pts. | J | G | E | P | GF | GC | DG |
| ---- | ------------------- | ---- | - | - | - | - | -- | -- | -- |
| 1.°  | Buenos Aires        | 4    | 2 | 2 | 0 | 0 | 7  | 0  | 7  |
| 2.°  | Rosario             | 2    | 2 | 1 | 0 | 1 | 7  | 4  | 3  |
| 3.°  | Santiago del Estero | 2    | 2 | 1 | 0 | 1 | 8  | 8  | 0  |
| 4.°  | Tucumán             | 2    | 2 | 1 | 0 | 1 | 3  | 5  | -2 |
| 5.°  | Mendoza             | 1    | 2 | 0 | 1 | 1 | 1  | 4  | -3 |
| 6.°  | Corrientes          | 1    | 2 | 0 | 1 | 1 | 2  | 7  | -5 |